# Philip Jourdain
Philip Edward Bertrand Jourdain (Ashbourne, 16 ottobre 1879 – Crookham, 1º ottobre 1919) è stato un logico britannico.
Nato presso il vicariato di Ashbourne nel Derbyshire, figlio del vicario Francis Jourdain e della moglie Emily, nata Clay.
Tra i suoi numerosi fratelli spicca la sorella maggiore Eleanor Frances Jourdain, una delle persone che nel 1901 asserì di aver avuto una visione di Maria Antonietta e che in seguito scrisse il libroThe Ghost of Petit Trianon, un'altra sorella, Margaret Jourdain (1876-1951), era un'esperta di arredamento e uno dei fratelli, Francis Charles Robert Jourdain (1865-1940), un celebre ornitologo.
Dopo gli studi effettuati presso il Cheltenham College, Jourdain studiò matematica presso il Trinity College a Cambridge dove seguì i primi corsi di logica tenuti da Bertrand Russell. Si specializzò nella teoria degli insiemi e in logica.
Nell'attività di ricerca si dedicò al tentativo di provare l'assioma della scelta introdotto nel 1904. Di rilievo fu la sua attività di storico della matematica che lo portò ad intrattenere un fitto rapporto epistolare con Georg Cantor (1845-1918) di cui pubblicò la traduzione in inglese di alcuni scritti e con Gottlob Frege (1848-1925) un logico tedesco poco noto fino a quel momento del quale tradusse le opere. Nel 1916 pubblicò una riedizione de The Laws of Thought di George Boole.
Queste opere furono pubblicate da una casa editrice scientifica statunitense, la Open Court Publishing Company di cui Jourdain divenne l'editore britannico e per la quale curò la traduzione e pubblicazione di scritti di diversi autori tedeschi fra i quali il fisico Ernst Mach, scrisse inoltre numerosi articoli dedicati a diversi aspetti della storia della matematica.
Le sue opere più note, non pubblicate con la Open Court Publishing Company, furono The Nature of Mathematics (1912 con una riedizione nel 1919) e The Philosophy of Mr. Bertrand Russell (1918). Pubblicò anche alcuni scritti satirici e in versi.
Il 26 giugno 1915 sposò Laura Cross che assunse le funzioni di segretaria, la coppia non ebbe figli. Sofferente fin dall'infanzia di un disturbo degenerativo del sistema nervoso chiamato atassia di Friedreich Jourdain morì il 1º ottobre del 1919 in seguito ad una paralisi improvvisa.